# Åmotfors
Åmotfors är en tätort i Eda distrikt (Eda socken) i Eda kommun, Värmlands län, belägen 22 km nordväst om Arvika vid Riksväg 61. Mindre delar av tätorten ligger i Arvika kommun (Ny distrikt/Ny socken) samt i Köla distrikt (Köla socken).

## Historia

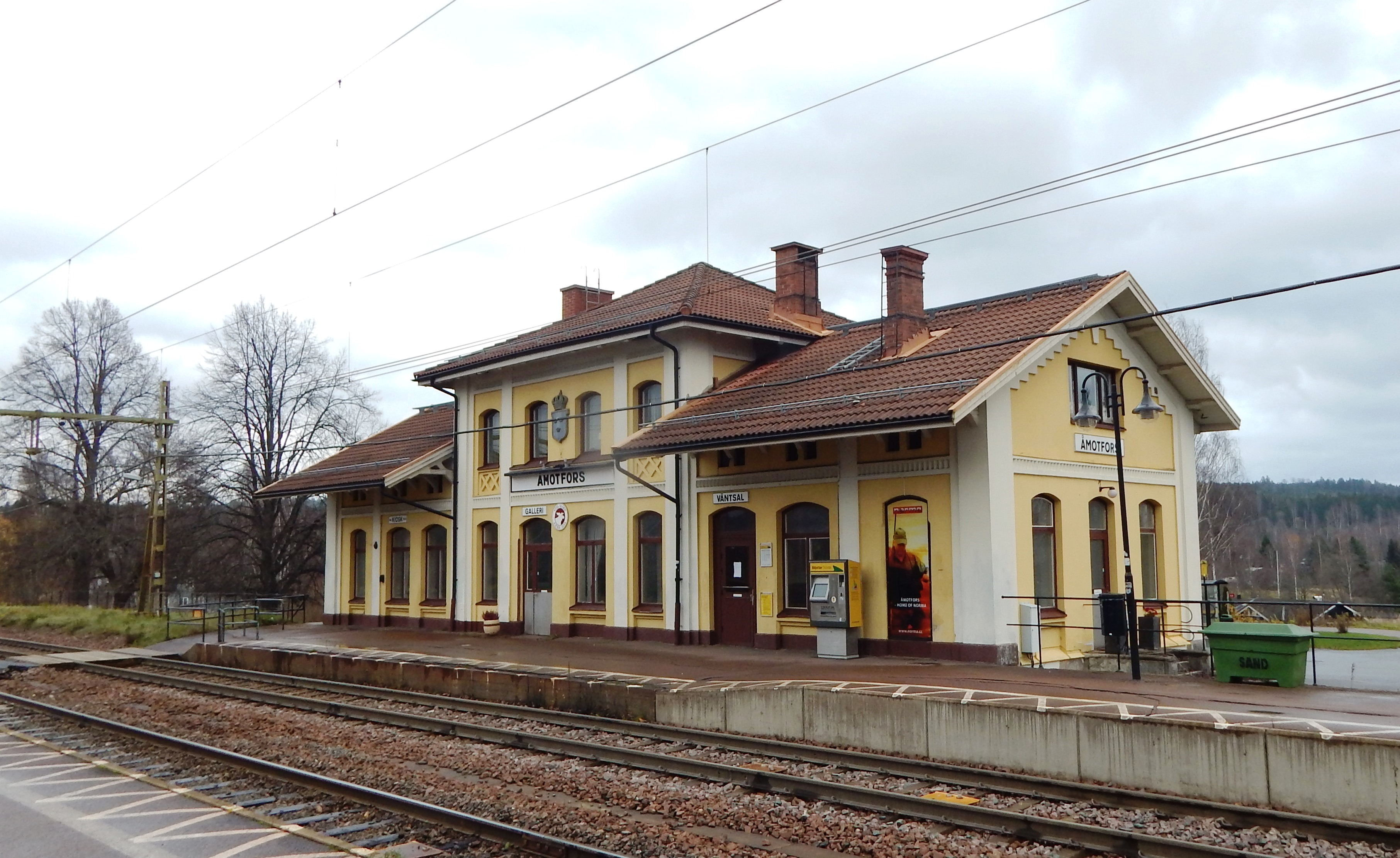
Åmotfors station, invigd 1867.

Orten hette Åmot fram till 1917 då den fick det nuvarande namnet Åmotfors. Åmotfors fick sin industri redan i slutet av 1600-talet då en masugn uppfördes vid Kroppstadfors. Noreborgs järnbruk anlades 1750-51.
Åmotfors är beläget i Eda socken och ingick efter kommunreformen 1862 i Eda landskommun. I denna inrättades för orten 18 november 1904 Åmots municipalsamhälle. Den 17 december 1943 ändrades namnet till Åmotfors municipalsamhälle, och detta upplöstes 31 december 1961. Orten ingår sedan 1971 i Eda kommun.

### Befolkningsutveckling
| Befolkningsutvecklingen i Åmotfors 1960–2020 | Befolkningsutvecklingen i Åmotfors 1960–2020 | Befolkningsutvecklingen i Åmotfors 1960–2020 | Befolkningsutvecklingen i Åmotfors 1960–2020 | Befolkningsutvecklingen i Åmotfors 1960–2020 |
| -------------------------------------------- | -------------------------------------------- | -------------------------------------------- | -------------------------------------------- | -------------------------------------------- |
|                                              |                                              |                                              |                                              |                                              |
| År                                           |                                              |                                              | Folkmängd                                    | Areal (ha)                                   |
| 1960                                         | 1960                                         |                                              | 1 442                                        |                                              |
| 1965                                         | 1965                                         |                                              | 1 667                                        |                                              |
| 1970                                         | 1970                                         |                                              | 1 742                                        |                                              |
| 1975                                         | 1975                                         |                                              | 1 628                                        |                                              |
| 1980                                         | 1980                                         |                                              | 1 646                                        |                                              |
| 1990                                         | 1990                                         |                                              | 1 695                                        | 258                                          |
| 1995                                         | 1995                                         |                                              | 1 583                                        | 258                                          |
| 2000                                         | 2000                                         |                                              | 1 501                                        | 261                                          |
| 2005                                         | 2005                                         |                                              | 1 476                                        | 261                                          |
| 2010                                         | 2010                                         |                                              | 1 410                                        | 260                                          |
| 2015                                         | 2015                                         |                                              | 1 347                                        | 207                                          |
| 2018                                         | 2018                                         |                                              | 1 386                                        | 210                                          |
| 2020                                         | 2020                                         |                                              | 1 366                                        | 210                                          |
|                                              |                                              |                                              |                                              |                                              |

## Näringsliv
I Åmotfors finns bl.a. Norma Projektilfabrik, Åmotfors Bruk AB.
Ortens enda större matbutik är Coopbutiken. Den drivs av Coop Värmland och hette Konsum fram till 2018.
Den kortlivade Svenska lantmännens bank etablerade 1918 ett kontor i Åmotfors. Denna bank uppgick i Jordbrukarbanken som 1937 överlät kontoret till Wermlands enskilda bank. Åmotfors hade även ett sparbankskontor tillhörande Westra Wermlands Sparbank. Wermlandsbankens tidigare kontor är avvecklat, men sparbanken finns kvar.

## Sevärdheter
- Åmotfors kyrka
- Eda skans

## Åmotfors i musiken
Plura Jonsson har skrivit sången Månskensnatt i Åmotfors som Sven Ingvars 1996 gjorde känd. Vazelina Bilopphøggers har skrivit Åmotfors - Sköna Värmland (1996).